# Хохлатка крупноприцветниковая
Хохлатка крупноприцветниковая (лат. Corydalis bracteata) — многолетнее травянистое растение, вид рода Хохлатка (Corydalis) подсемейства Дымянковые (Fumarioideae) семейства Маковые (Papaveraceae).

## Ботаническое описание

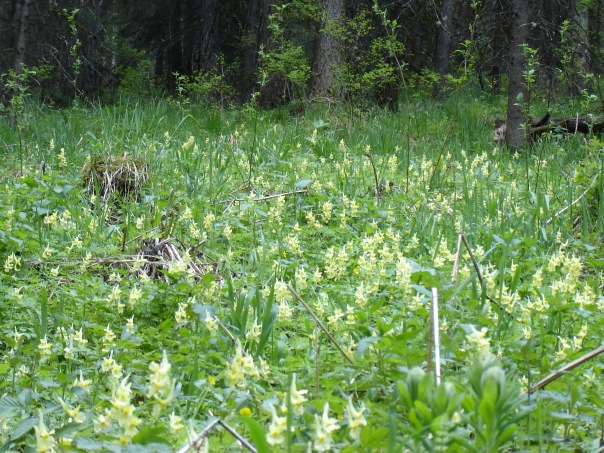
Общий вид цветущих растений. Заповедник Столбы. Красноярский край.

Многолетнее растение высотой около 25 см, с небольшим шаровидным клубнем. Стебель прямой (10-40 см выс.) с одним крупным чешуевидным листом и двумя-тремя длинночерешковыми дважды- или триждытройчатыми листьями. Цветки желтые, крупные, (2-4 см дл., 2,5 см диам.), дуговидно согнутые, с восходящей шпорой. Кисти верхушечные, многоцветковые. В соцветии у взрослых экземпляров насчитывается до 30 цветков. Плод — коробочка. Размножается семенами, цветет с конца апреля по июнь в лесном поясе, в конце мая — июне в высокогорье.

## География
Распространен: Юго-восток Томской области, Алтай, Кемеровская область, Восточная часть Хакасии, Красноярский край и Иркутская область, Забайкалье.

## Экология
Произрастает в долинных хвойно-лиственных лесах, на их опушках, в высокогорных редколесьях, на субальпийских лугах.

## Охранный статус
Уязвимый реликтовый вид. Категория : 2. Внесен в «Красную книгу Бурятской АССР», «Красную книгу Иркутской области», списки редких и исчезающих растений Сибири. Охраняется в Байкальском заповеднике.
Рекомендации по сохранению: запретить сбор цветов, ввести в культуру.

## Значение и использование
Декоративен. Этот вид хохлатки интересен для селекции, так как легко даёт клоны, отличающиеся формой лепестков, степенью гофрировки их края, ароматом. Декоративный рано цветущий эфемероид.